# Pasivní okraj

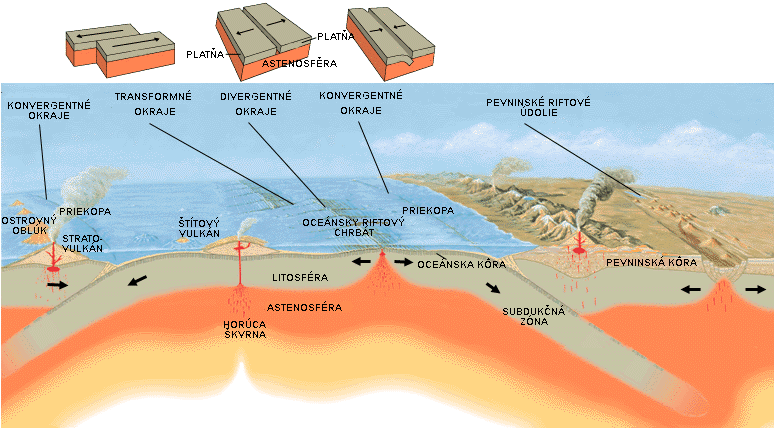
Typy okrajů tektonických desek: aktivní, pasivní, transformní

Pasivní okraj (anglicky passive margin) nebo atlantický typ okraje či sedimentární pasivní okraj kontinentu je rozhraní tvořené přechodným typem zemské kůry mezi kontinentální a oceánskou kůrou, přičemž tyto dva typy kůry se vůči sobě nepohybují – tedy nejsou tzv. aktivním okrajem. Tvoří oblasti kontinentálního šelfu. Vznik pasivního okraje způsobuje kontinentální rift, který vytváří novou oceánskou pánev. Pasivní okraje nejsou okraje tektonických desek, téměř se zde neprojevuje seismická ani vulkanická aktivita. Typickým příkladem jsou okraje Atlantského oceánu.

## Rozšíření

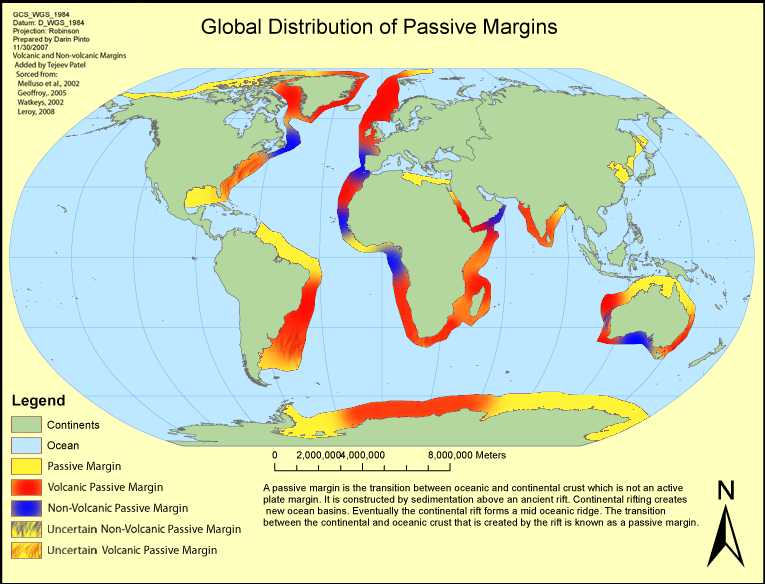
Rozšíření pasivních okrajů v rámci Země

Na stavbě dnešní Země se účastní asi 105 000 kilometrů pasivních okrajů. Jejich stáří se pohybuje od přibližně 5 milionů let (pliocén) v případě pobřeží Rudého moře po asi 180 milionů let v oblasti pobřeží Mosambiku v Africe.
Pasivní okraje tvoří všechny hranice typu oceán-kontinent kromě těch, kde dochází k směrně posuvným pohybům nebo subdukci. Nacházejí se téměř kolem celého Atlantského oceánu, Severního ledového oceánu a na západě Indického oceánu. Tvoří prakticky celé západní a východní pobřeží Afriky, Grónska, Indie a Austrálie. Tvoří i pobřeží Severní a Jižní Ameriky, Západní Evropy a většiny Antarktidy. Pobřeží s pasivními okraji se nachází i ve Východní Asii.

## Morfologie povrchu
Pasivní okraj na pobřeží tvoří pobřežní rovinu a v moři kontinentální šelf, kontinentální svah a jeho úpatí s okrajem abysálních plošin – hlubokomořských pánví. Hranice kontinentálního šelfu a svahu obvykle ohraničuje minimum neogenní vodní hladiny během globální mořské regrese a nejnižší hladiny během kvartérního zalednění. Vnější část kontinentálního šelfu bývá často proříznuta podmořskými kaňony, které jsou často podmořskými pokračováními koryt řek. Pobřežní rovina je většinou ovlivňována fluviálními (říčními) procesy, zatímco šelf ovlivňují delty a proudy pohybující se podél pobřeží. Velké řeky (Amazonka, Orinoko, Kongo, Nil, Ganga, Chuang-che, Jang-c'-ťiang nebo Mackenzie) ústí v oblasti pasivních okrajů. V těchto místech dochází ke značné sedimentaci. Při převaze síly přílivu vznikají namísto delt estuáry. V případě vhodných podmínek mohou oblasti šelfu obsahovat větší polohy korálových vápenců.
Reliéf pobřeží na některých místech výrazně pozměnilo zalednění, příkladem jsou fjordy v Norsku nebo Grónsku.

## Průřez

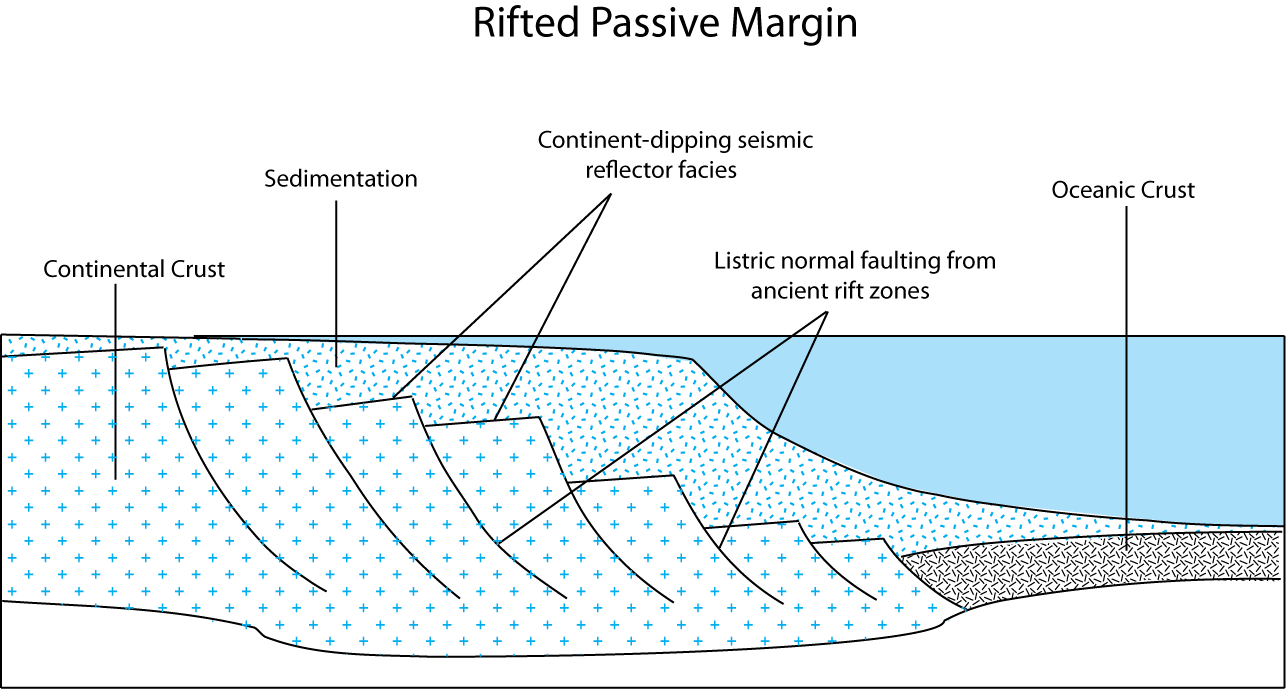
Pasivní okraj kontinentu s kůrou přechodného typu. Charakteristické jsou listrické (vyklenuté) poklesové zlomy, které vznikly při riftingu

Nejdůležitější znaky pasivního okraje leží ukryty pod vrstvou sedimentů. Nachází se zde přechod mezi kontinentální a oceánskou zemskou kůrou. Kůra se zde postupně ztenčuje, mění se i petrograficky, blíže k oceánu převládají bazické horniny, které nakonec mění charakter kontinentální na oceánskou kůru. Různé typy přechodné kůry závisí i na tom, jak kůra vzniká, zejména na tom, jak rychlý byl rifting a jaká byla teplota plášťového diapiru, který rifting vyvolal. Tyto oblasti navíc mohou obsahovat místa s exhumovanými serpentinity svrchního pláště. Okraj kontinentu se vyznačuje přítomností poklesových zlomů listrického tvaru, ukloněných směrem k oceánu. Zlomy narušená kůra může být hluboko pohřbena pod množstvím sedimentů, zvláště je-li v blízkosti dostatek vodních toků, které přinášejí horninový materiál, jakož i kvůli termální subsidenci v postriftovém stádiu. Rozeznávány jsou dva typy kontinentálních pasivních okrajů: amagmatický a vulkanický. Vulkanický pasivní okraj se vyznačuje velkým množstvím dajek a intruzí. Většina dajek je kolmých na k oceánu ukloněné lávové proudy a silly. Intruze mají za následek vznik lávových proudů tekoucích po povrchu subsidujícího okraje směrem k oceánu.

## Vznik a vývoj

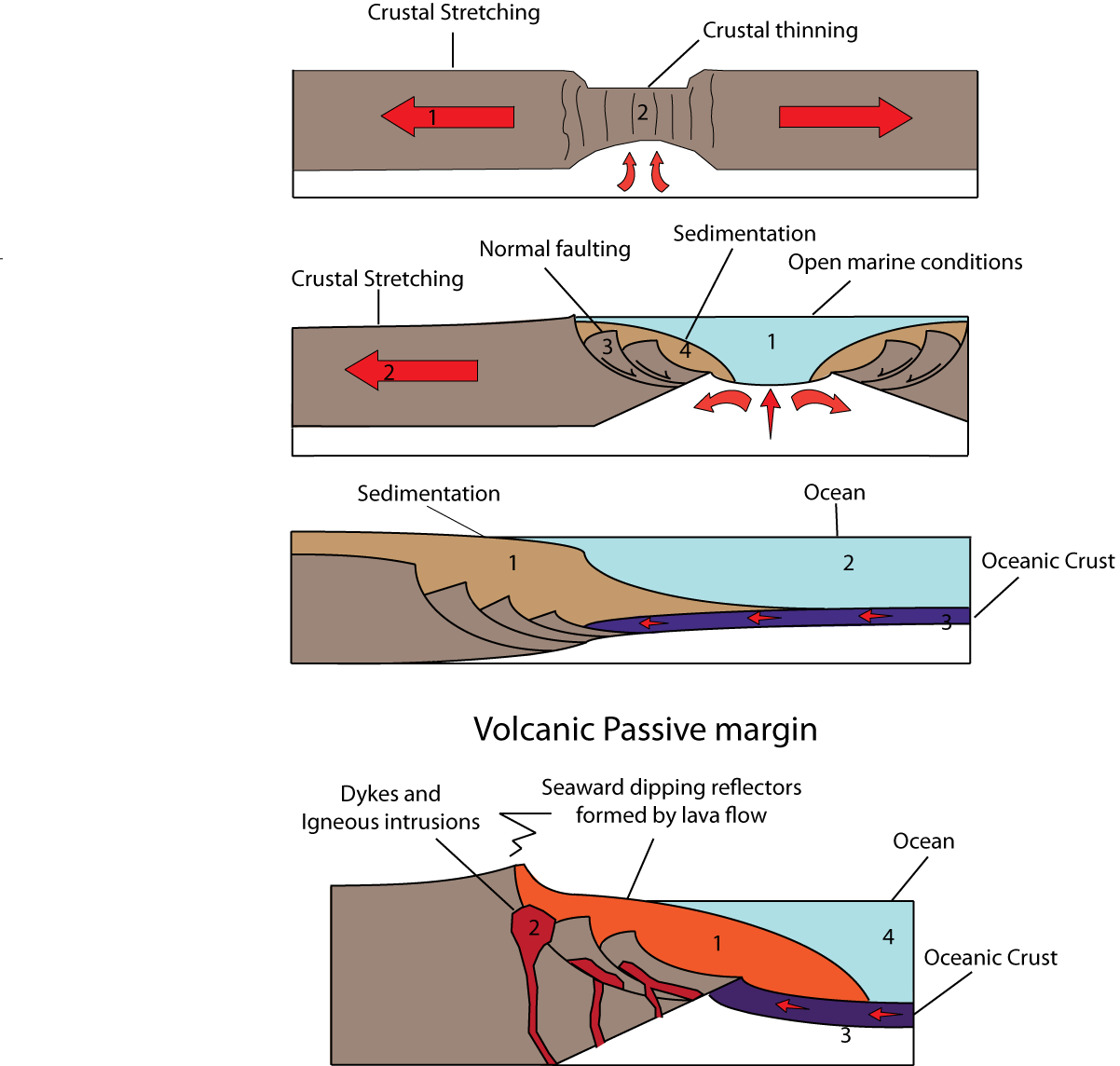
Schéma vzniku pasivního a vulkanického pasivního okraje

Vzniku pasivního okraje kontinentu předcházel vývoj plášťového diapiru, který díky své vysoké teplotě natavil nadloží litosféry, která se začala rozpadat (tzv. rifting). Po překonání sil, které držely litosféru v místě plášťového diapiru pohromadě, vzniknou v litosféře zlomové poruchy, podél nichž na povrch proniká láva, která začne formovat dno nového oceánu. Nastává rozpínání oceánského dna. Pasivní okraj vzniká na rozhraní kontinentu a oceánské kůry extenzí kontinentální kůry. Její extrémní ztenčení směrem k okraji způsobí nachýlení okrajových částí kontinentu směrem k nově vznikajícím riftu a jejich sklouzávání podél listrických poklesových zlomů. Takové pasivní okraje se dělí na dva typy:
- s větším počtem poklesnutých bloků u okraje (např. v oblasti Pyrenejského poloostrova nebo Grónska)
- s jedním nebo dvěma pokleslými bloky u okraje (např. na pobřeží Labradoru).

K vývoji pasivních okrajů může docházet v různých geotektonických pozicích od okraje Atlantského typu, až po zaobloukové pasivní okraje a pasivní okraje, které se vyvinuly z transformních okrajů desek.
Druhým typem pasivních okrajů je vulkanický pasivní okraj.